# Драмче
Драмче (на македонска литературна норма: Драмче) е село в община Царево село на Северна Македония.

## География
Селото се намира в областта Осоговия, в южното подножие на планината Осогово, до границата с България.

## История
На 3 km югоизточно, в завой на Брегалница е разположена късноантичната и средновековна крепост Градище.
Според едно предание, селото Драмче било основано от някой пришелец от Драма, който имал четирима синове, които се заселили на това място. Любопитен факт е, че част от женската носия от Драмче е сината сая, която е характерна за женската носия от Драмско.
Църквата „Свети Архангел Михаил“ е от края на 17 – началото на XVIII век. В двора на църквата се е намирало първото училище в Драмче, основано в 1869 година. Обучението се провеждало в него чак до 1922 година, когато училището е преместено в нова сграда. В 2009 година училището престава да работи, поради малък брой деца.
В началото на XX век Драмче е село в Малешевската каза на Османската империя. Според статистиката на Васил Кънчов („Македония. Етнография и статистика“) в 1900 година Драмча е малко село с 430 души жители българи християни.
Цялото християнско население на селото е под върховенството на Българската екзархия. По данни на секретаря на екзархията Димитър Мишев („La Macédoine et sa Population Chrétienne“) в 1905 година в Драмче има 400 българи екзархисти и в селото функционира българско училище.
При избухването на Балканската война в 1912 година 1 човек от селото е доброволец в Македоно-одринското опълчение.
През 1922-1923 година в Драмче е открита поща, която функционира до 6 април 1941 година.
На 19 април 1933 година чети на ВМРО водят тежко сражение със сръбска жандармерия край Драмче.
Местният жител Ефрем Търговеца и още двама души с неизвестни имена са застреляни от засада на агенти на УДБА без съд и присъда заради българското им самосъзнание.
Според преброяването от 2002 година селото има 288 жители.
| Националност     | Всичко |
| северномакедонци | 287    |
| албанци          | 0      |
| турци            | 0      |
| роми             | 0      |
| власи            | 1      |
| сърби            | 0      |
| бошняци          | 0      |
| други            | 0      |

## Личности
Починали в Драмче
- Ангел Симеонов (1892 – 1933), български революционер, деец на ВМРО
- Васил Николов (1895 – 1933), български революционер, деец на ВМРО
- Велко Манов (1883 – 1905), български революционер от ВМОРО
- Георги Неделков (1882 – 1905), български революционер от ВМОРО, четник на Петър Апостолов
- Димитър Паликрушев (? – 1933), български революционер
- Дончо Христов (1891 – 1933), български революционер, войвода на ВМРО
- Мано Босилеградчанчето (1902 - 19.VI.1927), български революционер от ВМРО, четник на Кръстьо Лазаров, родом от Доганища, Босилеградско[13]
- Спас Великов Коджапетков, български военен деец, младши подофицер, загинал през Междусъюзническа война[14]
- Стоян Георгиев (1898 – 1933), български революционер, войвода на ВМРО
- Цено Куртев (1877 – 1905), български революционер